# Fontaine-sous-Préaux

Fontaine-sous-Préaux este o comună în departamentul Seine-Maritime, Franța. În 1 ianuarie 2022 avea o populație de 562 de locuitori.